# Элара (мифология)
Элара (др.-греч. Ἐλάρα) — персонаж древнегреческой мифологии. Дочь Орхомена или Миния. Зевс сошелся с ней и скрыл под землей, опасаясь Геры, а выношенного ею огромного сына Тития вывел из-под земли. Элара умерла от родов, ибо ребенок был огромной величины. Гесиод называет Тития Эларидом.
Название Элара носит седьмой спутник Юпитера (JVII)